# Seven Springs of Apink
Seven Springs of Apink é o extended play de estreia do grupo feminino sul-coreano Apink. Foi lançado em 19 de abril de 2011. As faixas "I Don't Know" e "It Girl" foram usadas para promover o álbum.

## Antecedentes
O álbum começa com a intro "Seven Springs of Apink", seguida pela canção "I Don't Know". As sete integrantes do Apink tem um potencial talento emocional que conseguem expressar em suas canções, trazendo a melodia clássica e um frescor de mercadoria nova no mercado da música. Uma mistura de tendências já existentes  com técnicas de arranjo original que já é o suficiente para estar no mercado músical moderno.
A terceira faixa "It Girl", é um trabalho de Kim Gunwoo. A canção tem como ênfase a confissão de amor de uma adolescente para o namorado. A letra é interessante e repetitiva o que dá a música um clima mais animado.
A quarta faixa "Wishlist" é a música pura e refrescante 'ShinSaDong Tiger' tem apresentado em uma afeição peculiar como a liderança da tendência. Essa música tem efeito limpo, puro, inocente e forte do Apink.
Os sonhos de amor ideal das meninas é colocado em uma lista de desejos demonstrados através de seus vocais.
Esta canção não é simples e fácil de cantar com o refrão, e se tornou uma canção impressionante, e por último, a forte melodia de "Boo".

## Lançamento
O álbum completo foi lançado em 19 de abril de 2011. As promoções de "I Don't Know", começaram em 21 de abril de 2011, no M Countdown.

## Lista de faixas
| N.º            | Título                   | Letras              | Música                               | Duração |  |
| 1.             | "Seven Springs of Apink" | G.NA                | Super Changddai, Bae Youngho         | 1:44    |  |
| 2.             | "I Don't Know" (몰라요)  | Super Changddai     | Super Changddai                      | 3:42    |  |
| 3.             | "It Girl"                | Kim Gunwoo          | Kim Gunwoo, Songgihong in BlueBridge | 3:23    |  |
| 4.             | "Wishlist"               | ShinSaDong HoRaengi | ShinSaDong HoRaengi                  | 3:33    |  |
| 5.             | "Boo"                    | Super Changddai     | Super Changddai                      | 3:08    |  |
| Duração total: | Duração total:           | Duração total:      | Duração total:                       | 15:30   |  |

## Desempenho nas paradas
| Paradas          | Posições |
| ---------------- | -------- |
| Gaon album chart | 6        |

| Provedor (2011+2015) | Vendas  |
| -------------------- | ------- |
| Gaon vendas físicas  | 16,365+ |